# Pío de Valls

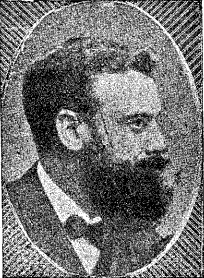
Pío de Valls y de Feliu

Pío de Valls y Feliu (Barcelona, 1865 - Barcelona, 20 de marzo de 1939) fue un propietario rural y político carlista español. 

## Biografía
Era hijo de Ramón de Valls y de Barnola y de Concepción de Feliu y de Ros, una familia acomodada de propietarios rurales de Olzinelles establecida en Barcelona. Ramón de Valls fue presidente de la Junta provincial carlista de Barcelona durante muchos años.
Pío se implicó en el carlismo catalán desde joven, formando parte en 1907 de la Junta regional de Solidaridad Catalana. En 1909 se presentó a las elecciones provinciales por el distrito de Arenys-Mataró y salió elegido diputado. En 1913 se volvió a presentar, esta vez como jaimista al margen de la Liga Regionalista, resultando nuevamente elegido. El año 1915 formó parte de la Junta regional tradicionalista y fue uno de los miembros integrantes de la comisión de gobernación de la Diputación de Barcelona. Mantuvo gran amistad con el dirigente catalanista Enric Prat de la Riba.
Durante la Dictadura de Primo de Rivera apoyó al régimen y presidió la Unión Patriótica en Olzinelles, recibiendo al dictador en la visita que realizó a Arenys de Mar en 1926.
Instaurada la Segunda República Española, visitó al General Batet en la comandancia poco antes de los hechos de octubre de 1934. Durante la guerra civil, se refugió en su casa de San Celoni, siendo protegido por el alcalde. La buena reputación que tenía de generoso con las clases humildes lo salvó de una posible represión por parte de los milicianos.
Por su defensa de la riqueza forestal, en 1932 recibió un homenaje de la Sociedad Protectora de Animales y Plantas de Cataluña en su finca de Olzinelles, con una representación oficial de la Generalidad de Cataluña. También el 5 de julio de 1936, poco antes de la guerra civil, fue homenajeado por el grupo de excursionistas inglesas «Girl Guides», por permitirles acampar en dicha finca.